# Takashi Ishii (Leichtathlet)
Takashi Ishii (jap. 石井 隆士, Ishii Takashi; * 27. August 1954) ist ein ehemaliger japanischer Mittelstreckenläufer.
Bei den Leichtathletik-Asienmeisterschaften 1975 siegte er über 1500 m und gewann Bronze über 800 m.
1977 wurde er beim Leichtathletik-Weltcup in Düsseldorf über 1500 m Fünfter mit dem Asienrekord von 3:38,24 min. Bei den Pacific Conference Games holte er Gold über 1500 m und Bronze über 800 m.
Ebenfalls Gold über 1500 m und Bronze über 800 m gab es für ihn bei den Asienspielen 1978 in Bangkok.
Über 1500 m gewann er bei den Asienmeisterschaften 1979 Silber. 1981 siegte er über diese Distanz bei den Asienmeisterschaften und wurde Neunter beim Leichtathletik-Weltcup in Rom.
Fünfmal wurde er Japanischer Meister über 800 m (1974–1978) und viermal über 1500 m (1976, 1977, 1979, 1980).

## Persönliche Bestzeiten
- 800 m: 1:47,8 min, 30. Oktober 1977, Tokio
- 1500 m: 3:38,24 min, 3. September 1977, Düsseldorf
- 1 Meile: 3:59,7 min, 10. Februar 1977, Melbourne